# 克羅克廣場 (加利福尼亞州)
克羅克普萊斯（英語：Crocker Place）是位於美國加利福尼亞州萊克縣的一個非建制地區。該地的面積和人口皆未知。

## 地理
克羅克普萊斯的座標為39°33′25″N 123°03′18″W / 39.55694°N 123.05500°W，而該地的平均海拔高度為795米（即2608英尺）。